# Minglanilla (Spanyolország)
Minglanilla egy község Spanyolországban, Cuenca tartományban. Minglanilla Villargordo del Cabriel, Venta del Moro, Iniesta, Villalpardo, Graja de Iniesta, Puebla del Salvador és La Pesquera községekkel határos. Lakosainak száma 2322 fő (2024).

## Népesség
A település népessége az utóbbi években az alábbiak szerint változott:
| Lakosok száma | 2239 | 2309 | 2532 | 2742 | 2709 | 2348 | 2263 | 2221 | 2237 | 2322 |
|               | 2001 | 2004 | 2006 | 2009 | 2011 | 2014 | 2016 | 2019 | 2021 | 2024 |